# 立陶宛國家象徵
立陶宛國家象徵是指在立陶宛國內或者國外用來象徵立陶宛或立陶宛人的事物。這些象征中有的以官方身份出現，例如旗幟、徽章、郵票和貨幣，以及互聯網頂級域名。而有的則不太正式地作為文學、藝術和民間藝術、紋章、紀念碑、服裝、個人裝飾中反復出現的主題，以及公園、橋樑、街道和俱樂部的名稱。
一些符號的意義比其他符號更重要。例如，在蘇聯佔領立陶宛期間，立陶宛國旗和國歌被替換(詳見立陶宛蘇維埃社會主義共和國國歌、立陶宛蘇維埃社會主義共和國國旗)；立陶宛國徽未以官方身份顯示。另一方面，為了與蘇聯鼓勵被視為無害的民族認同表達的政策保持一致，立陶宛民族服裝經常出現在郵政郵票和其他地方。
立陶宛於1940-1941年被蘇聯佔領，後來在二戰期間被納粹政府控制。1944年至1990年成為蘇維埃社會主義共和國，被立陶宛人普遍視為佔領。 2008 年開始，立陶宛法律禁止公開展示納粹萬字符和鐮刀錘子。

### 國旗

立陶宛國旗

國旗於1918年正式啟用，並於1988年恢復使用。黃色代表太陽、光明和善良，綠色象徵自然之美、自由和希望，紅色代表土地、勇氣和立陶宛的血液。 旗幟的顏色也出現在服裝、網址和球隊制服中。
立陶宛法律規定，在2月16日（1918年立陶宛重新建國）、3月11日（1990年立陶宛重新獨立）、7月6日（1918年立陶宛重新建立）、 明道加斯 加冕為立陶宛國王）、7 月 15 日（標誌著 格倫瓦爾德戰役）、10 月 25 日（憲法日），以及靠近具有歷史意義的建築物，例如總統府。

### 國徽

立陶宛國徽

立陶宛共和國的國徽是白騎士(Vytis)。 紋章為紅底盾形，內容為一個騎著白馬的裝甲騎士右手高舉著一把銀劍。
前美國NFL球員喬·尤雷維修斯(Joe Jurevicius) 的手臂上顯眼地紋著“Vytis”，象徵著他的立陶宛血統。

### 國歌
《國歌》是立陶宛的國歌。 音樂和歌詞由 文卡斯·庫迪爾卡(Vincas Kudirka) 於 1898 年創作。 這首歌於1905年在維爾紐斯首次公開演出，並於1919年成為官方國歌。在蘇聯統治時期被立陶宛蘇維埃社會主義共和國國歌取代，並於1992年新憲法批准時恢復。 由詩人 Maironis 創作的“Lietuva brangi”（珍貴的立陶宛）是另一首重要的歌曲，有時也被稱為非官方國歌。